# Lok Sabha
A Lok Sabha ou House of the People (em português:  Câmara do Povo) é a câmara baixa do bicameral Parlamento da Índia, sendo oposta à Rajya Sabha. Os membros da Lok Sabha são eleitos por sufrágio universal uninominal para um mandato de, no máximo, cinco anos representando seus respectivos círculos eleitorais. A Lok Sabha se reúne no edifício conhecido como Sansad Bhavan (ou "Câmara do Parlamento"), construído entre 1927 e 1929 em Nova Déli, a capital indiana.
De acordo com o previsto pela Constituição indiana, a Lok Sabha é composta pelo total de 552 membros eleitos. Atualmente, a câmara conta com 543 assentos disponíveis à eleição direta universal. De 1952 até a aprovação de uma emenda constitucional em 2020, dois membros adicionais da comunidade anglo-indiana eram nomeados pelo Presidente da Índia para compor a câmara. No entanto, o novo parlamento possui capacidade para abrigar até 888 membros da Lok Sabha.
Um total de 131 assentos (24,3%) são reservados para representantes das castas registradas (84) e tribos registradas (47). O quórum da câmara é de 10% de sua membresia total. Cada legislatura da Lok Sabha, ao menos que seja dissolvida pelo governo, mantém suas atividades parlamentares por cinco anos. A 17ª e atual legislatura da Lok Sabha foi eleita em maio de 2019.

## História
A maior parte do subcontinente indiano esteve sob domínio britânico de 1858 a 1947. Durante este período, o Secretário de Estado da Índia (juntamente com o Conselho da Índia) era a autoridade através da qual o Parlamento britânico exercia seu governo na região. Paralelamente, foi instituído o cargo de Vice-rei da Índia para liderar o conselho executivo composto por altos funcionários do governo britânico. O Ato dos Conselhos Indianos de 1861 previa a criação de um conselho legislativo composto pelos membros do conselho executivo e membros não-oficiais. O Ato dos Conselhos Indianos de 1892 estabeleceu legislaturas em cada uma das províncias da Índia britânica e elevou os poderes do conselho legislativo. Embora essas leis aumentassem a representação dos indianos no governo, seu poder continuava limitado e o eleitorado muito pequeno. O Ato dos Conselhos Indianos de 1909 admitiu a nomeação de alguns indianos para os vários conselhos de governo. O Ato de Governo da Índia de 1919 ampliou ainda mais a participação dos indianos na administração, criando a Assembleia Legislativa Central para a qual a Câmara do Parlamento, em Nova Délhi, foi construída e inaugurada em 1927. O Ato de Governo da Índia de 1935 introduziu a autonomia das províncias e propôs a instauração do federalismo em todo o país.
O Ato da Independência da Índia de 1947, aprovado pelo parlamento britânico em 18 de julho de 1947, dividiu a Índia britânica (que não incluía os Estados principescos) em dois países recém-independentes - Índia e Paquistão - que deveriam ser passados à condição de Domínios da Coroa até a promulgação de uma nova constituição. A Assembleia Constituinte foi subdividida em duas para as nações separadas, com cada nova Assembleia tendo poderes soberanos transferidos para o respectivo domínio.
A Constituição da Índia foi adotada em 26 de novembro de 1949 e entrou em vigor em 26 de janeiro de 1950, proclamando a Índia como uma república soberana e democrática. A nova carta nacional do país continha também os princípios fundadores da lei nacional que regeria a Índia em sua nova formação, agora incluindo todos os Estados principescos que não aderiram ao Paquistão.
De acordo com o Artigo 79 da Constituição da Índia, o Parlamento da Índia consiste no Presidente da República e nas duas câmaras parlamentares: o Rajya Sabha (Conselho de Estados) e a Lok Sabha (Câmara do Povo).
A Lok Sabha ("Câmara Baixa" ou "Câmara do Povo") foi devidamente constituída pela primeira vez em 17 de abril de 1952, após as primeiras eleições gerais realizadas de 25 de outubro de 1951 a 21 de fevereiro de 1952.

## Composição

### Composição e lideranças
A atual composição da Lok Sabha (17.ª Legislatura, Junho de 2021) é a seguinte:
| Partido                      | Membros | Líder / representante | Coligação                                |
| ---------------------------- | ------- | --------------------- | ---------------------------------------- |
| Partido do Povo Indiano      | 303     | Narendra Modi         | Aliança Democrática Nacional 355 Membros |
| Shiv Sena                    | 19      | Vinayak Raut          | Aliança Democrática Nacional 355 Membros |
| Janata Dal                   | 16      | Rajiv Ranjan          | Aliança Democrática Nacional 355 Membros |
| Rashtriya Lok Janshakti      | 5       | Pashupati Kumar Paras | Aliança Democrática Nacional 355 Membros |
| Apna Dal                     | 2       | Anupriya Patel        | Aliança Democrática Nacional 355 Membros |
| All Jharkhand Students Union | 1       | CP Choudhary          | Aliança Democrática Nacional 355 Membros |
| AIADMK                       | 1       |                       | Aliança Democrática Nacional 355 Membros |